# Пилипенко Василь Володимирович
Василь Володимирович Пилипенко (нар. 1 липня 1970) — український футболіст, що грав на позиції нападника та захисника. Відомий насамперед виступами за команди вищої ліги «Волинь» та «Торпедо», грав також за низку нижчолігових українських команд.

## Клубна кар'єра
Василь Пилипенко розпочав професійну футбольну кар'єру в клубі вищої ліги «Волинь» з Луцька з початку 1993 року. У першому своєму сезоні нападник не зумів відзначитись забитими м'ячами у чемпіонаті України, проте зробив дубль у матчі Кубка України з київським «Динамо», що забезпечив почесну нічию в матчі з українським суперклубом, проте не допоміг команді пройти далі в розіграші почесного трофею. Наступний сезон Пилипенко також розпочав у «Волині», проте й у цьому чемпіонаті у 8 проведених матчах нападник не зумів відзначитись забитими м'ячами, та перейшов до клубу третьої ліги «Хутровик» із Тисмениці. У цьому клубі Пилипенко зумів проявити свої бомбардирські здібності, та за 2,5 роки зумів відзначитись у матчах третьої, а потім і другої ліги, 22 м'ячами у 78 матчах. У сезоні 1996—1997 років футболіст грав у складі команди першої ліги «Кристал» із Чорткова, де також грав досить результативно, і відзначився 10 забитими м'ячами у 44 матчах. У 1998 році повернувся до виступів у вищій лізі, проте за запорізьке «Торпедо» зіграв лише 1 матч. Надалі футболіст грав за аматорські клуби «Зоря» (Хоростків) та «Бескид» із Надвірної, після чого завершив виступи на футбольних полях.